# Hunter Smith
Hunter Dwight Smith (* 9. August 1977 in Sherman, Texas, USA) ist ein ehemaliger American-Football-Spieler. Er spielte als Punter in der National Football League (NFL).

## Spielerlaufbahn
Smith besuchte in seiner Heimatstadt die High School und betrieb neben American Football weitere Sportarten. In seiner Footballmannschaft spielte er auf verschiedenen Positionen. Nach seinem Schulabschluss studierte er an der University of Notre Dame für deren Footballmannschaft, den Fighting Irish. Während seines vier Jahre andauernden Studiums lief er in allen 45 Spielen für sein Team als Punter auf. Ursprünglich sollte Smith als Quarterback auflaufen, lief er überwiegend als Punter auf und konnte einen Durchschnitt von 41,2 Yards pro Punt erzielen. Smith zog in insgesamt drei Bowlspiele ein, die allerdings alle verloren gingen. 
1999 wurde er von den Indianapolis Colts in der siebten Runde an 210 Stelle der NFL Draft 1999 gezogen. Sein statistisch bestes Jahr hatte er in der Saison 2004, als er einen Durchschnitt von 45,2 Yards pro Punt erzielte. Mit der Mannschaft zog er 2006 in den Super Bowl XLI ein, wo die Chicago Bears mit 29:17 geschlagen wurden. Smith musste im Super Bowl viermal punten und erzielte dabei einen Raumgewinn von 162 Yards. Im Jahr  2009 wechselte Smith zu den Washington Redskins. Nach zwei Spieljahren bei den Redskins beendete er seine Laufbahn.

## Privates
Smith ist gläubiger Christ und nebenbei Musiker in einer Band. Er ist verheiratet und hat zwei Söhne.